# BMW R 47
La BMW R 47 est une motocyclette construite par la compagnie BMW en 1927 et 1928.
On retrouve des caractéristiques identiques à la BMW R 42 avec un moteur dit sportif.